# Crepis zacintha
Crepis zacintha ist eine Pflanzenart aus der Gattung Pippau (Crepis) in der Familie der Korbblütler (Asteraceae). Ein Synonym ist Zacintha verrucosa Gaertner.

## Merkmale
Crepis zacintha ist ein einjähriger Schaft-Therophyt, der Wuchshöhen von selten ab 10, meist 20 bis 40 Zentimetern erreicht. Die Pfahlwurzel ist verholzt. Die Blätter sind mit drüsenlosen und bleichen Haaren bedeckt. Die in den Verzweigungen des Stängels sitzenden Körbchen sind ungestielt. Die Hülle ist 5 bis 7 Millimeter groß und kahl oder am Grund filzig. Die Hüllblätter sind innen behaart. Die äußeren Hüllblätter sind ungefähr halb so lang wie die inneren. Die äußeren Früchte sind 2 bis 2,5 Millimeter groß, seitlich stark zusammengedrückt, dreieckig, am Grund spitz und an ihrer Spitze gestutzt oder gerundet. Die inneren Früchte sind ungefähr 2,5 Millimeter groß, verkehrteiförmig, gelblich, 10-rippig und glatt.
Die Blütezeit reicht von April bis Mai.
Die Chromosomenzahl beträgt 2n = 6.

## Vorkommen
Crepis zacintha kommt im Mittelmeerraum vor. Sie kommt vor in den Ländern Spanien, Frankreich, Italien, Sardinien, Korsika, Slowenien, Kroatien, Montenegro, Bosnien-Herzegowina, Albanien, Bulgarien, Griechenland, Kreta, die Ägäis, Zypern, Ukraine, Türkei, Syrien, Libanon und Israel. 
Die Art wächst auf Äckern, Brachland, Flussbetten und trockener Phrygana. Auf Kreta ist sie in Höhenlagen von 0 bis 650 Meter zu finden.

## Belege
1. 1 2 3 4  Ralf Jahn, Peter Schönfelder: Exkursionsflora für Kreta. Mit Beiträgen von Alfred Mayer und Martin Scheuerer. Eugen Ulmer, Stuttgart (Hohenheim) 1995, ISBN 3-8001-3478-0, S. 341.
2. ↑  Crepis zacintha bei Tropicos.org. In: IPCN Chromosome Reports. Missouri Botanical Garden, St. Louis
3. ↑  Werner Greuter (2006+): Compositae (pro parte majore). – In: W. Greuter & E. von Raab-Straube (Hrsg.): Compositae. Euro+Med Plantbase - the information resource for Euro-Mediterranean plant diversity. Datenblatt Crepis zacintha In: Euro+Med Plantbase - the information resource for Euro-Mediterranean plant diversity.